# Argentinische Rock- und Popmusik
Die argentinische Rock- und Popmusik-Szene ist vielfältig und hat trotz unverkennbarer Wurzeln in der US-amerikanischen Popmusik ihren eigenen Charakter.
Häufig wird das Stichwort Rock Nacional in Verbindung mit argentinischer Rockmusik und der damit verbundenen Jugendkultur genannt. Dies ist keine Stilbezeichnung, sondern nur ein Hinweis auf Rock „heimischer Produktion“, dient allerdings als Abgrenzung zu Musik, die nicht in das Rock-Schema passt (etwa Pop oder elektronische Tanzmusik).

## Gesellschaftliche Bedeutung
In Zeiten autoritärer Regime in Argentinien hatte die Rock-Szene eine wichtige Funktion als Protestkultur inne, in der ein großer Teil der Gegenarbeit zur offiziellen staatlichen Propaganda stattfand. Dies traf besonders auf die Diktatur der sogenannten Revolución Argentina (1966–1973) zu, in der die Rockszene sich als eigenständige Bewegung in Argentinien etablieren konnte. Im Prozess der Nationalen Reorganisation (1976–1983) gestaltete sich die Situation dagegen schwieriger, da dieses Regime äußerst rigide gegen jede Art von Protest vorging und daher die Rockszene wieder in den Untergrund verbannt wurde; dennoch gelang es einigen Musikern, auch in dieser Zeit mit Protestsongs auf sich aufmerksam zu machen.
Spätestens seit den frühen 1990er Jahren ist die Rockszene dagegen zu einer weitgehend kommerzialisierten Jugendkultur geworden. Rock wird heute konsumiert wie jede andere Musikrichtung auch und hat nur noch selten etwas mit einer wirklichen Protesteinstellung zu tun, selbst wenn die Texte vieler Bands politisch linksgerichtete Ideen vertreten.

## Entwicklung

### Die Anfänge (1955–1970)
Die argentinische Pop-Szene hatte ihre Anfänge in den späten 1950er Jahren, als mehrere lokale Interpreten die Hits der Rock-’n’-Roll-Bewegung der USA kopierten. Beispiele sind Mister Roll y sus Rockers und Sandro, der oft als argentinischer Elvis Presley bezeichnet wurde.
Wie in vielen anderen Ländern auch konnte sich die Bewegung erst um 1967, in der Militärdiktatur der Revolución Argentina von den Vorbildern aus der angelsächsischen Szene lösen. Diese Entwicklung ging einher mit der Entstehung einer eigenen Rockkultur, die sich als offenen Gegenentwurf zur etablierten Ordnung sah. Es bildete sich eine Hippie-Bewegung, deren Idole die Band Los Gatos aus Rosario sowie José Alberto Iglesias Correa, genannt Tanguito, aus Buenos Aires wurden. Beide gelten heute als wesentliche Einflussfaktoren in der ersten Zeit der Rockmusik.
Während einige Rockmusiker der ersten Zeit sich zum offenen Protest bekannten und in den Städten die Staatsgewalt sehr repressiv gegen sie vorging, wanderten andere ins Landesinnere ab und gründeten Aussteiger-Kolonien. Bekannte Hippie-Kommunen gab es in isolierten Gebieten des Landes, wie El Bolsón in Patagonien, sowie San Marcos Sierras und die Playa de los Hippies in der Provinz Córdoba, wo die Jugend ihren Idealen nachging, ohne von der Staatsgewalt verfolgt zu werden.

### Explosion und Unterdrückung (1970–1983)
Ende der 1960er Jahre, in den letzten Jahren der Militärdiktatur, traten in der immer konsolidierteren lokalen Rockszene die Persönlichkeiten auf, die sie bis heute prägen sollten: Charly García, Luis Alberto Spinetta, León Gieco, Norberto Napolitano und Fito Páez. Obwohl sie alle stilistisch aus der US-amerikanischen Szene beeinflusst waren, integrierten sie auch eigene Elemente. So integrierten Leon Gieco und Charly García mit seiner Band Sui Generis Klänge aus der lokalen Folklore, während Luis Spinetta (mit der Band Almendra) und Norberto Napolitano Hardrock mit Blues-Einflüssen machten. Der Blues sollte die argentinische Rockmusik bis heute prägen. Mit dem Auftreten dieser ersten Superstars wurde die Rockszene zu einer wahren Massenbewegung, es wurden trotz der Repression mehrere große Festivals wie das B.A.ROCK organisiert.
Eine kurze Blütezeit erlebte die lokale Rockszene in der demokratischen Phase zwischen 1973 und 1976, bis die nächste, weit repressivere Militärdiktatur dem ein Ende machte. In der Regierungszeit der Diktatoren von Jorge Videla, Roberto Viola und Leopoldo Galtieri waren alle größeren Rockkonzerte untersagt, veröffentlichte Titel unterlagen der Zensur. Viele Rockbands gingen zu dieser Zeit ins Exil oder legten eine Schaffenspause ein. So stachen Anfang der 1980er Jahre hauptsächlich leicht verdauliche Discogruppen hervor.
Einige Künstler konnten sich trotzdem behaupten und im Underground weiter Konzerte geben. Charly García beispielsweise bediente sich mit einer neuen Band namens Serú Girán einer sehr komplexen Symbolsprache, um die Missstände im Land weiterhin anzuprangern, ohne von der Zensur belangt zu werden. Eine weitere wichtige Band dieser Epoche waren Patricio Rey y sus Redonditos de Ricota, die, auf Bluesrock aufbauend, eine von den Plattenfirmen unabhängige Gegen-Rockszene aufbauen konnten. Die Band hatte Erfolg mit ihrem Konzept, hatte bald einen großen Fankreis und ist bis heute eine der bekanntesten Rockbands des Landes.

### Zweite Blütezeit (1983–1990)

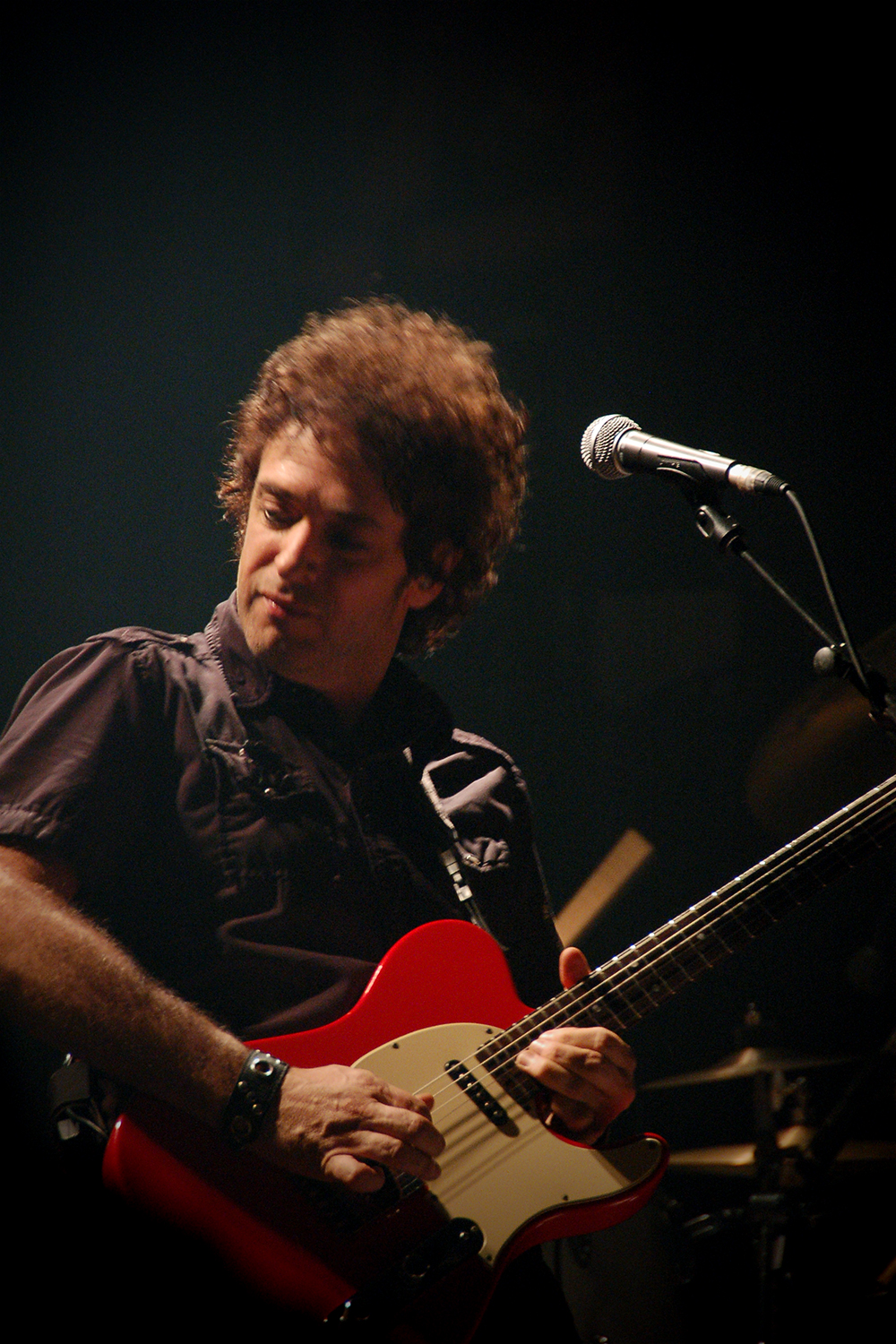
Gustavo Cerati (1959–2014), einer der einflussreichsten Künstler im Latin Rock

Nach der Rückkehr der Demokratie 1983 traten mehrere Bands hervor, die bis heute die Charts Argentiniens beherrschen und Fußballstadien füllen. Zunächst ist hier die Band Sumo zu nennen, die eine Mischung aus Bluesrock und Reggae machte und deren Sound zum Grundstein des Rock Nacional der 1980er Jahre wurde. Diese Band teilte sich Mitte der 1980er auf in Divididos und Las Pelotas.
Gleichzeitig entstand die Band Soda Stereo mit ruhigem Gitarrenrock mit poetischen Texten. Soda Stereo war die erste Band Argentiniens, die massiven Erfolg außerhalb argentinischer Grenzen hatte. Andererseits entwickelte sich zwischen den Fans dieser Band und den Redonditos de Ricota eine Rivalität, die teilweise die Schlagzeilen der Rockpresse bestimmte.
Die zweite Hälfte der 1980er Jahre wurden zur Blütezeit des argentinischen Reggae. Neue Bands wie Los Pericos mixten den Reggae mit lateinamerikanischen Musikstilen.
In den Provinzen Entre Ríos, Santa Fe und Córdoba konnte man währenddessen ein Phänomen beobachten, das fernab von der nationalen Chartszene hauptsächlich in der Arbeiterklasse der Landstädte stattfand. Dort wurde die so genannte Música Tropical (Cumbia und Cuarteto) immer populärer, was sich später auch auf die Musikszene von Buenos Aires auswirken sollte.

### Neue Einflüsse (1990–1997)
Zu Beginn der 1990er Jahre war die Hip House Band The Sacados ziemlich erfolgreich. In dieser Phase sind auch die progressiven Reggae- und Skabands Los Fabulosos Cadillacs und Todos tus Muertos mit sehr ungewöhnlichen und kreativen Arrangements, sowie die Elektro-Rocker Babasónicos und die Latin-Fusion-Band Bersuit Vergarabat in den Mainstream Argentiniens beigetreten. Zur gleichen Zeit machte der rock rolinga oder rock stone von sich reden, ein härterer Rockstil, der mit Elementen aus Bluesrock und Punkrock das Leben in den ärmeren Stadtvierteln zum Thema ihrer Songs machten. Hier seien Los Ratones Paranóicos, Viejas Locas und deren Nachfolgeband Intoxicados als Beispiele genannt. Der zum großen Teil Rolling Stones imitierende Rockstil war wahrscheinlich die populärste Musikform Argentiniens in den 90en Jahren. Auf dem anderen Extrem erlebter seichter Pop mit lateinamerikanischen Einflüssen (die sogenannten baladas) seit dieser Zeit einen beispiellosen Boom mit Interpreten wie Diego Torres und später Emanuel Ortega.
Gegen Mitte der 1990er Jahre wurden auch die elektronisch beeinflussten Stile, die in Europa für Furore gesorgt hatte, in Argentinien immer populärer. Illya Kuryaki and the Valderramas entwickelten einen eigenen Stil zwischen Funk, Hip-Hop und Crossover bzw. Nu Metal, und in der Szene der elektronischen Tanzmusik stieg zunächst DJ Dero zum Star auf, der in seinen Tracks Eurodance und Tribal House zu einem eigenen Dance-Untergenre vermischte. Gleichzeitig entstand um 1995 eine massive Technoszene, deren bekannteste Vertreter Urban Groove (Techno), Hernán Cattáneo (House) und Diego Ro-K (Techno und Drum and Bass) wurden, inzwischen international gefragte DJs und Produzenten.

### Latin-Revolution und Techno-Boom (1997 bis heute)
Gegen Mitte der 1990er Jahre war die Música Tropical zu ersten landesweiten Hits gelangt. Die Cumbia Romántica entstand, ein vom Pop beeinflusster Ableger der kolumbianischen Cumbia, sie hatte jedoch zunächst ein negatives Image, vergleichbar mit dem von Boygroups. Im Sommer 1996/97 gelang ihr schließlich der endgültige Durchbruch, was zu einer Wende auf dem Musikmarkt führte. Cumbia sowie das Cuarteto aus Córdoba mit seinen Hauptexponenten „La Mona“ Jiménez und Rodrigo dominierten schnell uneingeschränkt in den Diskotheken des ganzen Landes, selbst der damit verbundene Paartanz wurde wieder „in“. Das hatte zur Folge, dass die Plattenverkäufe vieler traditioneller Rockbands zurückgingen. Bekannte Bands und Interpreten der Cumbia Romántica-Bewegung waren Ráfaga, Amar Azul, Los Sultanes und La Cumbia. Die Rockszene dagegen stagnierte, am meisten verkauften nach wie vor die etablierten Interpreten aus den 70er und 80er Jahren. Einige der traditionellen Rockbands wie Bersuit Vergarabat und Kapanga stiegen dabei auf den Latino-Trend auf und mischten Cumbia und Cuarteto mit rockigen Einflüssen. 1999 wurde die Cumbia Romántica von der Cumbia Villera mit härteren Texten und elektronischen Einflüssen abgelöst.
Ebenfalls gegen Ende der 1990er explodierte die Techno- und House-Szene, die sich bis Mitte der 1990er fast ausschließlich auf Buenos Aires, Córdoba und Rosario konzentriert hatte. In den folgenden Jahren gab es einen neuen Aufbruch im Underground Argentiniens. Neue Einflüsse kamen von Miranda! und Adicta mit tanzbarem Synthiepop, der experimentellen Electro-Drum-and-Bass-Popband Zort, dem Trip-Hop-, House- und Drum-and-Bass-Projekt Altocamet sowie dem Electrotango (Mischung aus Tango mit elektronischen Elementen) Interpreten von Bajofondo Tango Club. Um 2002 wurden diese Mischformen aus traditionellen und elektronischen Elementen auch kommerziell erfolgreich, besonders Miranda! dominierten lange Zeit den nationalen Musikmarkt, und der Electrotango wurde auch in Europa erfolgreich. Anders als in Europa, wo das Interesse an elektronischer Musik weitgehend stagniert oder zurückgeht, erfährt die Szene in Argentinien immer weitere Zuwächse, sie wird inzwischen auch international wahrgenommen. Dem DJ Hernán Cattáneo gelang 2003 der Sprung in die Top Ten der Rangliste des DJ Magazines.

## Gegenwärtige Situation
Heute befindet sich die Rock- und Popszene in Argentinien seit der Argentinien-Krise im Aufschwung, wenn es auch nach wie vor Probleme gibt. Insbesondere die Dominanz der bereits etablierten Bands, aber auch zunehmende Konkurrenz von gecasteten Retortenbands macht es Newcomern schwer, in der Szene aufzusteigen. Daher können nur vergleichsweise wenige Gruppen von ihrer Musik alleine leben. Einige Bands lösen dies, indem sie praktisch ständig durchs Land touren, um ihren Bekanntheitsgrad zu vergrößern und sich finanziell mit den Gagen über Wasser zu halten. Ein weiteres Problem ist die nach wie vor starke Dominanz der Szene der Hauptstadt Buenos Aires über den Rest des Landes; dies liegt vor allem an der starken Konzentration der Musikindustrie, aber auch der Massenmedien in dieser Stadt. Gruppen aus dem Landesinneren haben es besonders schwer, aufzusteigen, viele ambitionierte Bands verfolgen daher die Strategie, sich auch in Buenos Aires einen Namen zu machen oder sogar ganz nach Buenos Aires umzusiedeln (z. B. Karamelo Santo oder seinerzeit León Gieco).

## Festivals
Eine große Bedeutung haben seit den späten 1960er Jahren die Festivals, auf denen sich Musikfans aus ganz Argentinien trafen. Das erste große Festival war B.A.Rock in Buenos Aires, dass dem Woodstock-Festival nachempfunden wurde und zum Zentrum der damaligen Hippie-Kultur wurde. Es folgten eine Reihe kleinerer Festivals im ganzen Land. Nach dem Militärputsch 1976 ging die Festival-Aktivität wegen der harten Repression drastisch zurück. Dennoch gelang es den Rock-Fans, das Festival La Falda Rock in der Stadt La Falda (Provinz Córdoba) zu erhalten, das in dieser Zeit zum Zentrum der Bewegung wurde. Nach der Demokratisierung 1983 nahm auch der Festival-Betrieb wieder zu, keines erreichte jedoch auch nur annähernd den Kultstatus der früheren Veranstaltungen.
Heute gibt es folgende bekannte Festivals (alphabetisch geordnet):
- Cosquin Rock ist seit 2001 das bekannteste Rock-Festival, wenn es auch von den Besucherzahlen zeitweise vom Quilmes Rock (s. u.) überholt wird. Es wurde zunächst in der Stadt Cosquín (Provinz Córdoba) auf demselben Platz organisiert, auf dem auch das weltberühmte Folklore-Festival in dieser Stadt stattfindet. Seit 2005 findet es jährlich im Februar in einem Vorort der Stadt, San Roque, auf einem Freiluftgelände nahe dem Stausee Lago San Roque statt. Es hat 60.000 bis 100.000 Gäste.
- Creamfields Buenos Aires ist das landesweit bekannteste Festival für elektronische Tanzmusik mit internationalen DJs und Live-Projekten. Es wird in einem Hallenkomplex dargeboten.
- Electro Rock ist ein kleineres Festival, welches seit 2004 in diversen Städten des Landesinneren stattfindet. Beim Line-Up wird Rock und Pop mit elektronischer Musik kombiniert.
- Gesell Rock ist das größte Festival an der argentinischen Atlantikküste. Es findet in der Sommersaison (meist Januar) im beliebten Badeort Villa Gesell statt.
- Reggae Punky Party, bis 2006 Oye Reggae, ist das bekannteste Festival der Stilrichtung Reggae. Es wird in der Provinz Córdoba im Januar oder Februar organisiert und fand bis 2005 sowie wieder ab 2007 auf einem Open-Air-Gelände zu Füßen des mythenumwobenen Uritorco-Berges der Sierras de Córdoba statt. 2006 wurde es an einem Stausee im Süden der Provinz nahe Embalse organisiert.
- Pepsi Music ist ein mehrtägiges Festival in Buenos Aires, das mehr einer Konzertreihe als einem traditionellen Festival ähnelt, da pro Tag nur 2–3 Bands spielen und es in einer geschlossenen Halle stattfindet. Es hat häufig internationale Gäste.
- Quilmes Rock ist das bedeutendste Rockfestival der Stadt Buenos Aires. Der Schwerpunkt liegt bei lokalen Bands, es hat bis zu 100.000 Gäste.
- South American Music Conference ist ein gemischtes Festival in Buenos Aires. Es treten lokale und internationale Stars aus den Bereichen Rock, Pop und elektronischer Tanzmusik auf.

## Bekannte Bands und Interpreten
Es folgt eine Auflistung bekannter argentinischer Bands und Solisten, geordnet nach dem Musikstil.
| Musikgenre                                  | Bands und Interpreten | |
| Rock, Punk, Heavy Metal                     | - A.N.I.M.A.L. nun: D-Mente - Almafuerte - Andrés Calamaro - Árbol - Armando Flores - Argies - Attaque 77 - Bersuit Vergarabat - Caballeros de la Quema - Cabezones - Callejeros - Carajo - Charly García - Dar Sangre - Deny - Divididos - Ecliptic Sunset - El Indio Solari - El Otro Yo - Erica García - Eruca Sativa - Fito Páez - Flema - GIT - Gustavo Cerati - Hermética - Intoxicados - JAF (Juan Antonio Ferreyra) - Jóvenes Pordioseros - Juan Terrenal | - Kapanga - La Mississippi - La Renga - Las Manos de Filippi - Las Pelotas - León Gieco - Los Enanitos Verdes - Los Fabulosos Cadillacs - Los Gatos - Los Piojos - Los Redonditos de Ricota - Los Rodríguez - Los Violadores - Luis Alberto Spinetta - Mastifal - Memphis La Blusera - Pez - Rata Blanca - Rescate - Soda Stereo - Sumo - V8 - Vicentico - Viejas Locas |
| Pop                                         | - Adicta - Airbag - Babasónicos - Bandana - Juan Pablo Bochatón - Capuchas de Hop - Enhola - Entre Ríos - Erreway - Floricienta - Laboratorio.Wav - Los Abuelos de la Nada - Los Látigos - Miranda! | - Modex - Pablo Tamagnini - Duo Pimpinela - Sandro - Serú Girán - Sui Generis - Trillizas de Oro - The Tristes - Diego Torres - Turf - Virus |
| Reggae / Ska                                | - Alika - Asesinos Cereales - La Cartelera - Los Cafres - Los Fabulosos Cadillacs - Gran Valor - Karamelo Santo - Lumumba - Mimi Maura | - Fidel Nadal - Nonpalidece - Los Pericos - Resistencia Suburbana - Spiritual Reggae Band - Todos Tus Muertos |
| Lateinamerikanische Musik / Música Tropical | - Amar Azul - Los Auténticos Decadentes - Los Caligaris - Combo del Sur - Damas Gratis - Flor de Piedra - Carlos „La Mona“ Jiménez - Kevin Johansen - La Base - La Cumbia | - La Mosca Tsé Tsé - Walter Olmos - Pibes Chorros - Peteco Carabajal - Ráfaga - Rodrigo - Los Tekis - Tomboctú - Yerba Brava |
| Hip-Hop, Funk                               | - Actitud María Marta - Willy Crook and the Funky Torinos - Dobleache Team - Emanuel Horvilleur - Illya Kuryaki and the Valderramas | - Locotes - MC Mustafa - Reo - Sindicato Argentino del Hip-Hop - Dante Spinetta |
| Dance und Elektronische Musik               | - Altocamet - Antifunky - Boeing - Capri - Hernán Cattáneo - DJ Dero - DJ Mina - DJ Paul - DJ Paul Nova - DJ Yacaré - Martín García | - Aldo Haydar - Lexdinamo - Diego Ro-K - Santos Inocentes - Simbad Segui - The Sirius - Sniff - Carla Tintoré - Zort |